# Reduta Ximenes
Reduta Ximenes (malt. Ridott ta' Ximenes, ang. Ximenes Redoubt) jest to reduta w Salina Bay, Naxxar, Malta. Została zbudowana przez Zakon Maltański w latach 1715-1716, jako jedna z serii nadbrzeżnych fortyfikacji dokoła Wysp Maltańskich. Była pierwotnie nazywana Reduta Salina Prawa (ang. Salina Right Redoubt). W drugiej połowie XVIII wieku do reduty dobudowano dwa magazyny, w których składowano sól, pozyskiwaną na w pobliskich polach solnych. Ostatecznie reduta wzięła nazwę od Wielkiego Mistrza Francisco Ximenesa de Taxada, którego herb znajduje się na jednym z magazynów. Reduta i magazyny zostały ostatnio odnowione.

## Historia

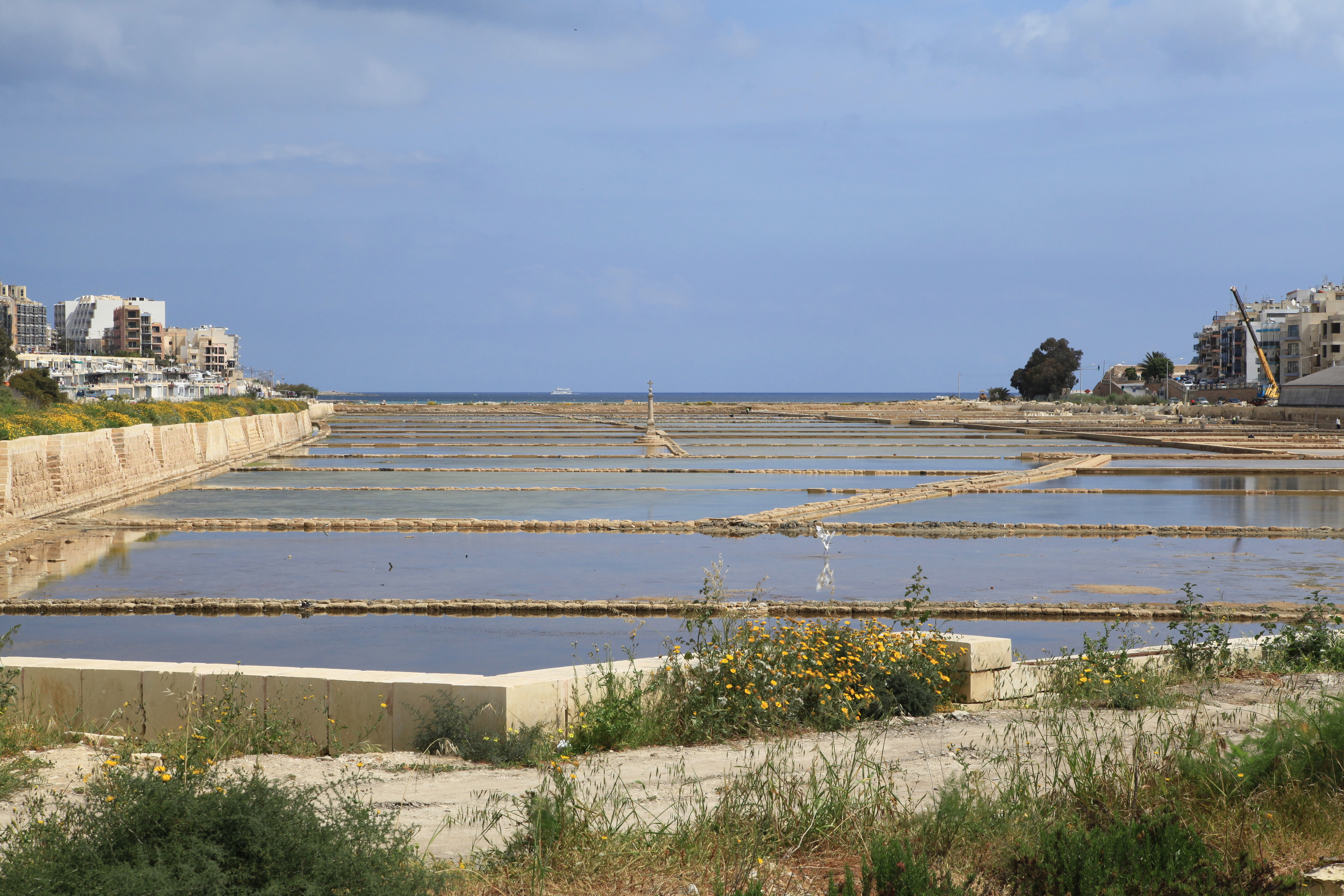
Reduta Ximenes ostatecznie stała się magazynem, w którym składowano sól z pobliskich pól solnych

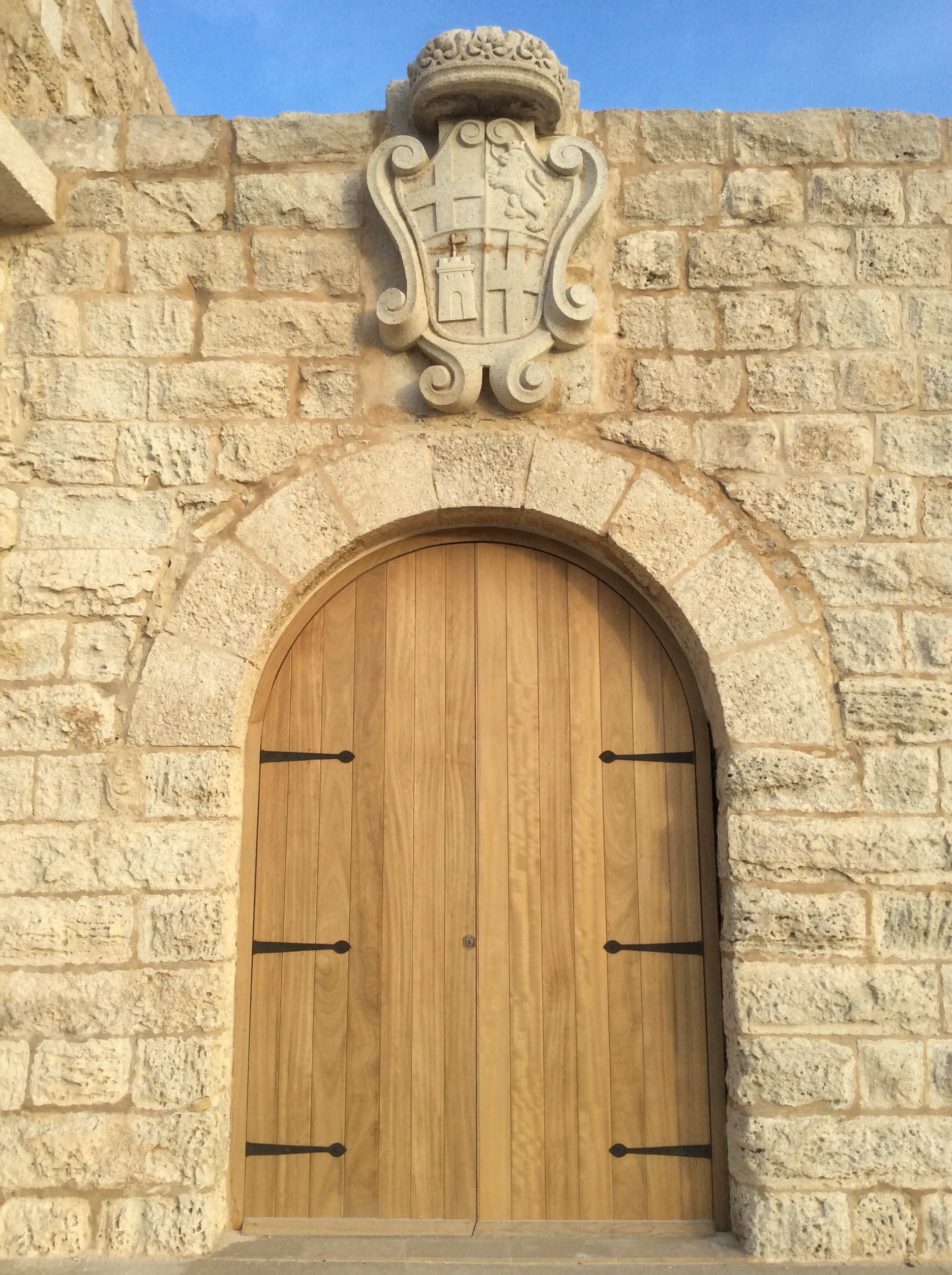
Wejście do reduty

Reduta Salina Prawa została zbudowana pomiędzy rokiem 1715 a 1716, jako część pierwszego programu budowy przez Zakon fortyfikacji nadbrzeżnych. Była jedną z dwóch redut broniących Salina Bay. Reduta po drugiej stronie zatoki, znana jako Reduta Perellos, została zburzona po II wojnie światowej.
Reduta była unikatem, ponieważ jako jedyna na Malcie składała się tylko z poligonalnego obwarowania wewnętrznego z wysokim murem z parapetem, zaprojektowanym do obrony piechoty. Nie posiadała blokhauzu, których pozostałości znaleziono w większości innych redut na Malcie. Ponieważ była to mała konstrukcja, jej koszt wynosił tylko 316 scudi, 9 tari, 10 grani i 2 piccoli, co było mniej niż ⅓ kosztów przeciętnej reduty.
Po roku 1741 wykonane zostały dwa fugasy, jeden wewnątrz reduty, drugi zaś zaraz za jej murami. Jeden z nich przetrwał do dziś, i jest jednym z najlepiej zachowanych na Malcie.
Około roku 1750 dobudowano do reduty duży budynek. Służył on jako magazyn oraz skład handlowy, składowano w nim sól pozyskiwaną na pobliskich polach solnych w Salinie. Drugi skład handlowy został zbudowany w latach 1770., w czasie rządów Wielkiego Mistrza Francisco Ximenesa de Taxada. Nowy skład posiadał nad łukiem drzwiowym dużą tarczę z herbem Ximenesa, i reduta zaczęła być znana jako Reduta Ximenes.
W roku 1785 reduta nie posiadała żadnego uzbrojenia, wyposażenia czy amunicji.

## Współcześnie
Dziś reduta znajduje się przy nadbrzeżnej drodze Baħar iċ-Ċagħaq – Salina, i jest przyćmiona przez Coastline Hotel. Reduta oraz leżące w pobliżu pola solne będąc częścią obszaru chronionego Is-Salini zostały odnowione w latach 2011-2013.
W roku 2013 jedna ze ścian reduty została pomalowana przez wandali sprayem. Graffiti zostało usunięte.